# Waar kan ik je 's nachts voor wakker maken?
Waar kan ik je 's nachts voor wakker maken? (Afk. W.K.I.J.S.V.W.M.) was een programma-onderdeel uit 'De zondagavond van BNN' op Nederland 2, het programmablok waarmee de destijds nieuwe publieke omroep BNN voor het eerst in het najaar van 1998 op de buis kwam, gepresenteerd door Bart de Graaff.

## Concept
Het programma-onderdeel begon altijd met De Graaff die een regulier interview met een Bekende Nederlander afnam. Op zeker moment vroeg hij hem of haar nogal nonchalant: 'Waar kan ik je 's nachts voor wakker maken?' De geïnterviewde beantwoordde deze spreekwoordelijke vraag, maar was zich er niet van bewust dat De Graaff enige tijd later daadwerkelijk 's nachts aan zijn woonadres zou aanbellen om hem wakker te maken en de wens in vervulling te laten gaan. Zo beweerde Marco Borsato dat hij graag wilde duiken, zelfs 'in de Vinkeveense Plassen als het moet'. De Graaff kreeg hem ook zover dit te doen.
De reacties van de BN'ers waren zeer verschillend. Sommigen waren aangenaam verrast, terwijl anderen boos reageerden op de verstoring van de nachtrust. Jaap Jongbloed was op voorhand gewaarschuwd door zijn buurvrouw dat De Graaff eraan kwam, waardoor het verrassingseffect wel wat verloren ging.
Na de uitzending met Gerard Joling wilde De Graaff nieuweling Eddy Zoëy het programma laten overnemen, mede omdat het voor De Graaff zelf in die tijd een zware klus werd vanwege zijn ziekte. Zoëy heeft nog enkele uitzendingen lang bekende Nederlanders midden in de nacht wakker proberen te maken. Zo wilde hij Frans Bauer, samen met fan 'tattoo-Tineke' die een tatoeage van Bauer op haar rug had laten zetten, wakker maken met een pan vol boerenkool met worst. Het bleek echter rodekool te zijn, waar Bauer daadwerkelijk wakker voor zou worden, en pas toen De Graaff zelf een week later het met het goede gerecht probeerde, kwam Bauer daadwerkelijk zijn bed uit.

## Gasten
- Aflevering 1: Manuëla Kemp en Jeroen Pauw
- Aflevering 2: Martin Gaus
- Aflevering 3: Emile Ratelband en Jack Spijkerman
- Aflevering 4: Ursul de Geer
- Aflevering 5: Rick Engelkes
- Aflevering 6: Loretta Schrijver
- Aflevering 7: Huub Stapel
- Aflevering 8: Ruud de Wild en Edsilia Rombley
- Aflevering 9: Marco Borsato
- Aflevering 10: Jaap Jongbloed
- Aflevering 11: Pieter Storms
- Aflevering 12: Gerard Joling

## Trivia
- Op 26 mei 2007 werd er door BNN stilgestaan bij het 5-jarig overlijden van Bart de Graaff, hierbij gingen de presentatoren van BNN iets doen dat Bart de Graaff ook deed. Sophie Hilbrand ging daarom Dennis van der Geest wakker maken.